# Tinea mellitacta
Tinea mellitacta is een vlinder uit de familie van de echte motten (Tineidae). De wetenschappelijke naam van de soort werd in 1955 gepubliceerd door Alexey Diakonoff. De typelocatie is Rattan Camp, Nieuw-Guinea.